# Ioan Dragoș
Pour les articles homonymes, voir Dragoş (homonymie).
Ioan Dragoș (1810-1849) fut l'une des personnalités les plus controversées de la Révolution roumaine de 1848 en Transylvanie.

## Biographie
Il nait à Nagyvárad/Oradea en 1810, dans une famille noble de boyards. Il va à l'école hongroise à Beiuș et Nagyvárad et travaille comme juriste. En 1848, il devient actif dans le mouvement politique roumain en Hongrie, et s'oppose à l'oligarchie magyare dans le comitat de Bihar. Il ne va pas à l'encontre des décisions de l'assemblée nationale roumaine de Blaj en mai 1848 et décide de soutenir l'union de la Transylvanie avec la Hongrie.
En juin 1848, il est élu à la Diète de Pest, et devient un fervent partisan de Lajos Kossuth. En avril 1849, il est missionné par Lajos Kossuth pour négocier avec les chefs du mouvement national transylvain pour rapprocher les Roumains des Magyars. Sa mission dans les monts Apucènes, suspecte dès le début, se termine tragiquement. Alors que Dragoș est en négociation avec Avram Iancu, Ioan Buteanu et d'autres, Imre Hatvany commande la reprise des opérations militaires contre les forces roumaines dans les Apucènes. Deux préfets roumains, Ioan Buteanu et Petru Dobra sont capturés (et plus tard exécutés) par les forces de Hatvany, qui brûlent la cité d'Abrudbánya. Dragoș, considéré comme complice de l'attaque et traître à la cause des Roumains, est capturé et exécuté par ces derniers, après leur reprise d'Abrudbánya.
Dragoș reste un exemple fort pour les nationalistes roumains des efforts malheureux pour arriver à un compromis entre les Roumains et les Hongrois, d'un individu qui fut manipulé par les Magyars contre les intérêts nationaux de son propre peuple.